# 前奏曲嬰ハ短調 (ラフマニノフ)

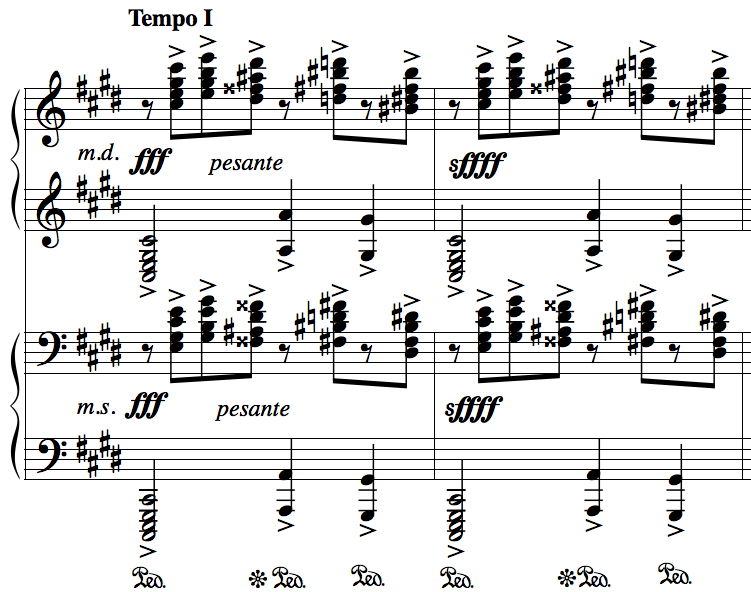
再現部における主題の重厚なテクスチュア。4段譜が用いられている。

「前奏曲 嬰ハ短調」作品3-2は、セルゲイ・ラフマニノフの最も有名なピアノ曲の一つ。全部で5曲からなる《幻想的小品集》作品3に収録されている。全部で62小節しかなく、典型的な三部形式を採る。
1892年10月8日に、モスクワ電気博覧会の祝賀会において作曲者自身によって初演された。この初演の後で、演奏会全体の中からこの曲のみを取り上げて、「熱狂を捲き起こした」との批評が掲載された。これ以降、作品の人気はとどまることを知らなかった。

## 背景
1892年5月29日にモスクワ音楽院を卒業してから、ラフマニノフが自由な芸術家として書き上げた最初の作品の一つである。同年10月の初演を経て、翌1893年に、恩師アントン・アレンスキーに献呈された《幻想的小品集》の第2曲として出版された。当時のロシア帝国は、1886年のベルン条約を批准していなかったため、ラフマニノフは出版社から印税を受け取ることができず、たった40ルーブル（現在で約1.64ドル）の報酬を得ただけだった。

## 楽曲構成
楽曲は、3つの部分とコーダとから成る。ショパンの《幻想即興曲》の開始にも似た、フォルティッシモによる3つの開始和音によって、作品の主調である憂鬱な嬰ハ短調が導き出される。この導入部のカデンツ的なモチーフは、終始一貫して反復される。第3小節で音量はピアニッシモに転じ、主題が呈示される。「アジタート」と指示された、突き進むような中間部は、きわめて半音階的な三連符に始まり、和音による三連符の絡み合いを情熱的に築き上げ、その頂点で主要主題の強力な再現に落ち着く。ここでは4段譜による記譜法が採られており、特定の音符にはスフォルツァンドが添えられている。曲は、7小節の短いコーダによってひっそりと終わる。この短いコーダのモチーフはピアノ協奏曲第2番の開始部にも使われている。

## 受容と評価
ラフマニノフの最も有名な楽曲の一つである。西側での名声に力があったのは、作曲者の従兄アレクサンドル・ジロティであった。ジロティは1898年秋に西欧と米国で演奏旅行を行なった際、そのプログラムに本作品を取り上げた。その後まもなくロンドンの複数の出版社によって、「モスクワの大火」「最後の審判」あまつさえ「モスクワのワルツ」と題した出版譜が出回った。アメリカでは、「モスクワの鐘」と題する出版譜がそれに続いた。ジョージ・コブの《ロシア風ラグ》は、この曲を原曲としている。
この作品の人気ぶりは、「ラフマニノフの（例の）前奏曲」と呼ばれたり、ラフマニノフの演奏会で聴衆から、アンコールとして「Cシャープ！」との呼び声がかかったりするほどであった。作曲者自身は、この曲のあまりの評判によって、自分のそのほかのピアノ曲がかすんでしまうことを毛嫌いするようになった。それでもラフマニノフは、電気吹き込みとアンピコ社製ピアノロールを通じて、後世に本作品の自作自演を遺している。

## 註
1. ↑  Score. Available for download at any of the External Links (see below).
2. 1 2 3  Harrison, Max (2006). Rachmaninoff: Life, Works, Recordings. London: Continuum International Publishing Group. pp. pp. 72–73. ISBN 0-8264-9312-2
3. ↑  Bertensson, Sergei; Jay Leyda, Sophia Satina (2001). Sergei Rachmaninoff: A Lifetime in Music. Indiana: Indiana University Press. ISBN 0253214211